# FarEasTone

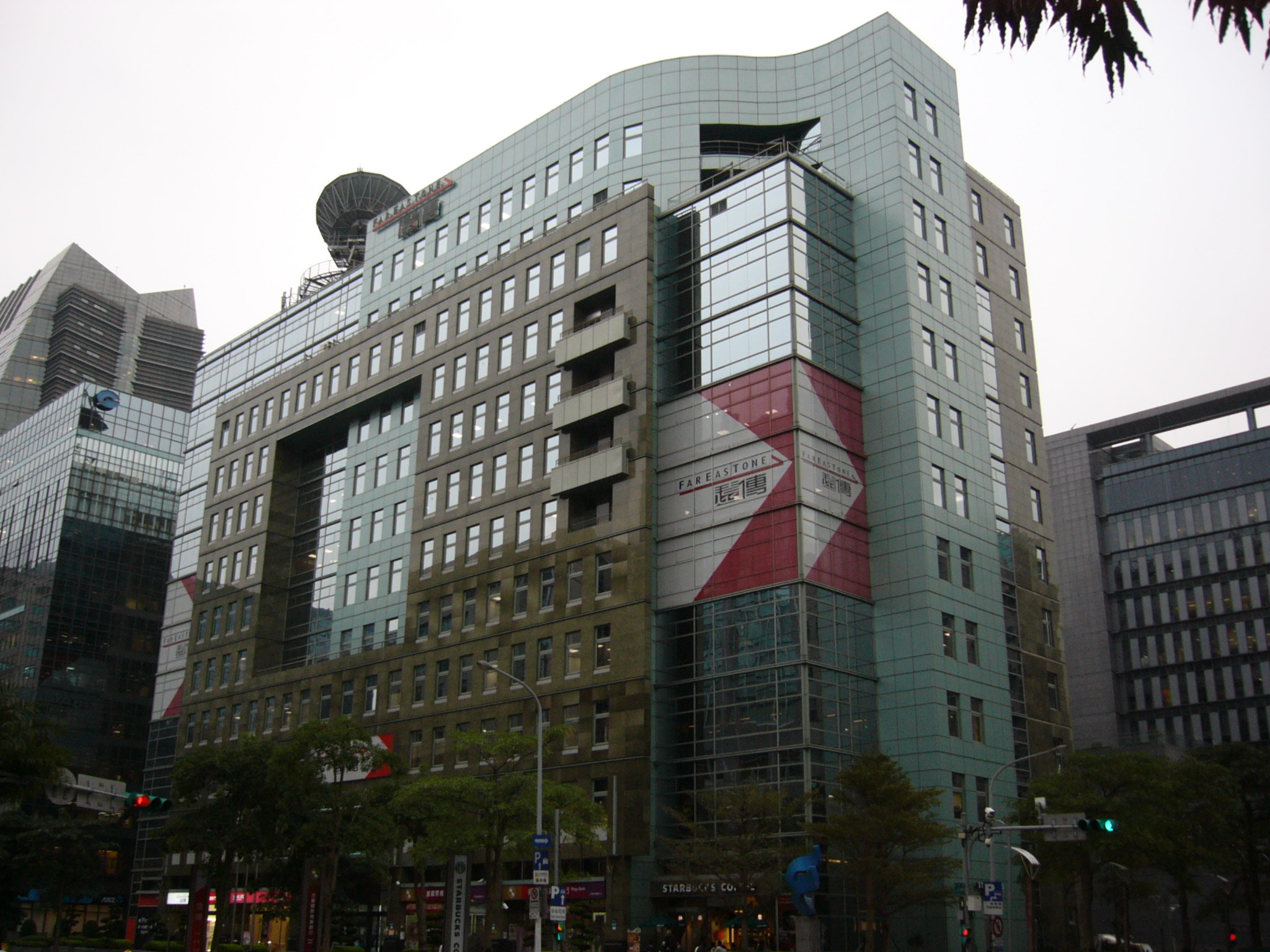
Siège social FarEasTone

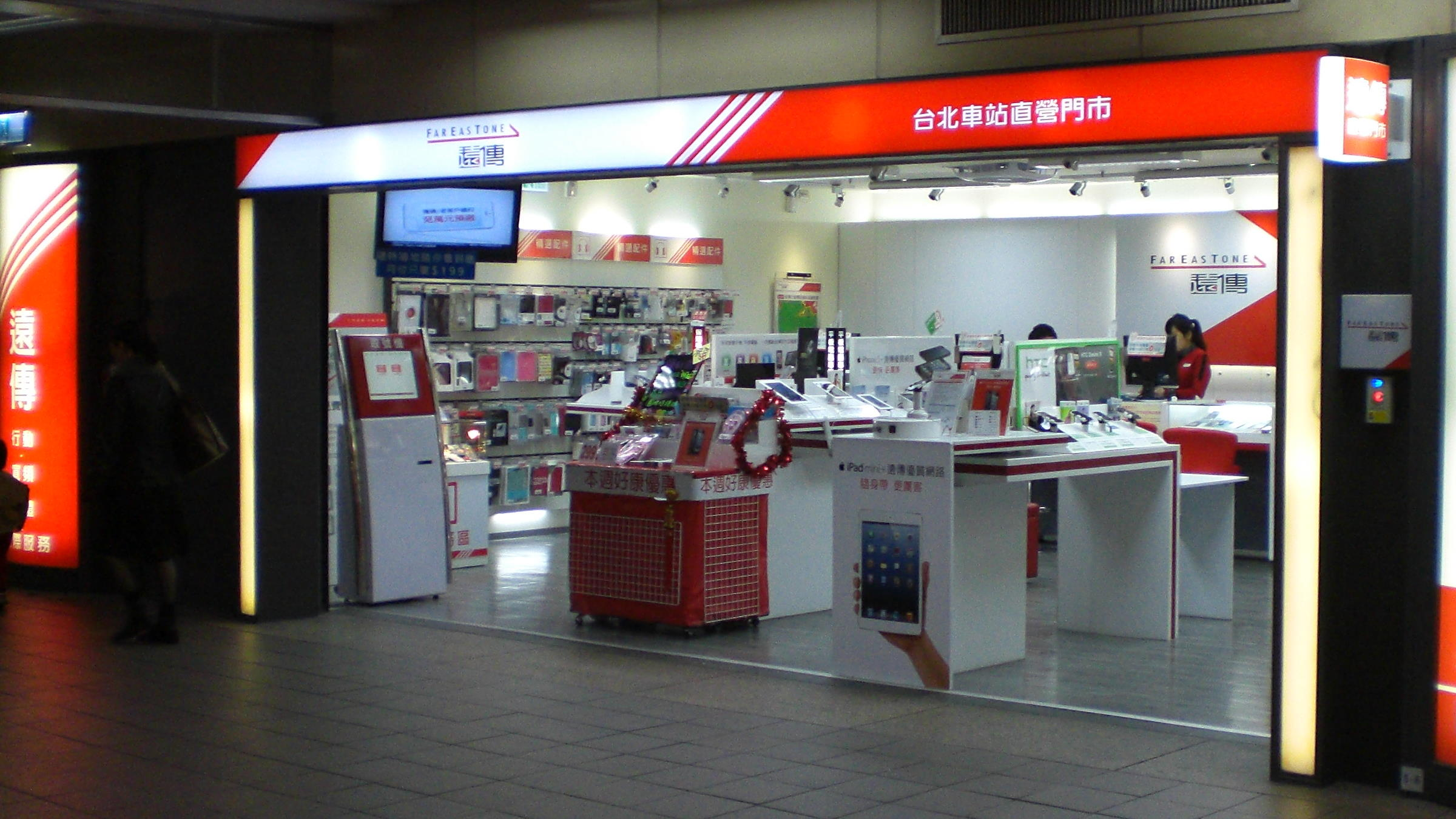
Magasin de détail FarEasTone

FarEasTone Telecom (FET) est un opérateur mobile de Taïwan.
Jan Nillson en a été président entre 2002 et 2010.
Le président depuis 2019 est Chee Ching.